# Angelo Cesselon
Angelo Cesselon (Settimo di Cinto Caomaggiore, 17 febbraio 1922 – Velletri, 26 settembre 1992) è stato un pittore italiano.
Angelo Cesselon inizia la sua attività in giovane età nel suo paese di nascita seguendo il filone della pittura veneta della fine dell'800.

Trasferitosi con la sua famiglia a Roma, in questa città comincia ad avvicinarsi alla pittura contemporanea, frequentando i molti studi grafici ed artistici presenti in città.

## Il cinema
Nell'immediato dopoguerra inizia a collaborare con le case di produzione cinematografica, realizzando i primi bozzetti pittorici per i manifesti pubblicitari dei film, introducendo inoltre, a partire dal 1947 un nuovo linguaggio, che privilegia la presenza di una sola grande immagine, prevalentemente un ritratto, invece di seguire la tendenza dell'epoca a riportare diverse immagini che raccontavano la trama del film.

Questa sua attività, che durò fino al 1982, lo mise in contatto con i più noti attori e registi del periodo e lo portò a collaborare con le più importanti case cinematografiche, sia europee che americane.
Importanti produzioni si contendevano il pennello dell'artista che con le sue opere assicurava il successo della pellicola. Tra le più di 3000 opere prodotte dall'artista in trent'anni  di attività si ricordano: La Bibbia, L'Angelo Azzurro (riedizione 1951), Marcellino pane e vino, Ladri di biciclette (riedizione 1958), Umberto D, Notorious - L'amante perduta,  L'amore è una cosa meravigliosa, Io ti salverò (riedizione 1959), Porcile, Stromboli terra di Dio, Terza Liceo, Giungla d'asfalto (riedizione 1958), Arabesque, Il terzo uomo, I racconti della luna pallida d'agosto, Cleopatra, L'armata Brancaleone, Una vampata d'amore, Il silenzio, Persona, Stimulantia, Medea, Il gigante, Zarak Khan. Dagli anni '70 in poi la sua produzione pittorica, rallentata nei ritmi, si concentrerà per la maggior parte dei suoi lavori, su pellicole minori nell'ambito del panorama distributivo italiano le quali, nei decenni successivi, sono state rivalutate dalla critica assumendo particolare rilevanza nella storia del cinema: Adele H. - Una storia d'amore, L'affare della Sezione Speciale, L'affare Dominici, Un attimo, una vita, Il caso Drabble, La classe operaia va in paradiso, Conoscenza carnale, Effetto notte, La farfalla sul mirino, Fatti di gente perbene, Ma che razza di amici!, Mon oncle d'Amérique, Morte a Venezia, La morte ha sorriso all'assassino, Mr. Klein, Papillon, Per grazia ricevuta, La prima notte di quiete, Provaci ancora, Sam, Il re dei giardini di Marvin, Il rompiballe, Salvo D'Acquisto, Sbatti il mostro in prima pagina, Il segreto di Agatha Christie, La signora del blues, Soldato blu, Lo spaventapasseri, Sussurri e grida, Tre amici, le mogli e (affettuosamente) le altre, Un uomo chiamato Apocalisse Joe.
Nel 1955 ottiene il premio Spiga Cambellotti come miglior pittore cinematografico.

## Lo stile
Il suo stile, basato su composizioni originali e armoniosamente equilibrate è caratterizzato da una intensa ricerca cromatica tipicamente veneta. I contrappunti di tinte vibranti e sapientemente giustapposte come i rossi, i violetti, gli azzurri, i verdi, ne identificano il linguaggio e lo rendono immediatamente riconoscibile al pubblico che decreta immediatamente il successo della sua pittura.
Nei volti degli attori e delle dive più amati egli individua il tratto psicologico dell'uomo e del personaggio; i suoi ritratti sono figure grandiose, eterne e indimenticabili: simbolo e specchio dell'anima del dopoguerra. 
Dipingere le bellissime dive del novecento, è una scelta costante per l'artista. La particolare predilezione che mostrava per questo soggetto si manteneva sempre nei limiti di un misurato erotismo, connotato dallo sporgere di una spalla delicata, in fianchi dirompenti su vite sottilissime o nel turgore di un seno. Ma è soprattutto nei volti, che si concentra l'attenzione di Cesselon: donne affascinanti e maliarde dalle labbra semiaperte, tumide su una chiostra di denti candidi, occhi socchiusi e pieni di promesse, un collo di cigno a sostenere volti, a volte enigmatici, incorniciati da capelli realizzati in onde morbide e sfumate o a piccoli tocchi scomposti. Tutti questi elementi, simboli primari di femminilità, furono il logo scelto da Angelo Cesselon per valorizzare le sue eroine.
Si ricordano particolarmente i volti di Marilyn Monroe in La tua bocca brucia, Giungla d'asfalto e Orchidea bionda, la sensuale Ava Gardner ne Il bacio di Venere, I marciapiedi di New York e Pandora, la vivace e ammiccante Gina Lollobrigida in Anna di Brooklyn, La donna più bella del mondo e La romana, l'enigmatica Lucia Bosè nei primi film di Antonioni, La signora senza camelie e Cronaca di un amore , Alida Valli ne Il caso Paradine e Il terzo uomo e Ingrid Bergman in Stromboli (Terra di Dio) e Notorious - L'amante perduta.
Anche il ritratto maschile, caratterizzato dai tocchi più nervosi e staccati di pennello e spatola, ben si attaglia al linguaggio dell'artista che sottolinea spesso con un colore dalle gamme più calde, trattato in maniera divisionista e talvolta compendiaria, la drammaticità epica di alcuni personaggi. Tra le figure di eroi maschili, caratterizzati da intense espressioni, si evidenziano il ritratto di Eduardo de Filippo in Napoletani a Milano, Totò e Ugo Tognazzi in Totò nella luna, Fernandel e Gino Cervi, in Don Camillo e Il ritorno di don Camillo, Alec Guinnes in Ponte di comando, Amedeo Nazzari in Pietà per chi cade, Jean Gabin ne La vergine del Reno, Gary Cooper e Burt Lancaster in Vera Cruz, Paul Newman in Billy Kid-Furia Selvaggia, James Dean ne Il gigante.

## La grafica
Parallelamente a questa attività, Cesselon opera anche come illustratore e grafico, creando illustrazioni per copertine di libri e dischi e per riviste; particolarmente importante fu la serie di ritratti di atleti pubblicata a colori sulla copertina della rivista Sport nel Mondo.

Allo stesso periodo risale una collaborazione con il Comando Generale dell'Arma dei Carabinieri, per cui realizza diverse opere in particolare le copertine per i calendari dell'Arma del 1975 , 1977  e 1980 .

## La pittura
Angelo Cesselon era noto soprattutto per la sua attività nella grafica, nell'illustrazione e nella cartellonistica cinematografica, tuttavia non trascurabile fu l'attività pittorica vera e propria, soprattutto come ritrattista.

Grazie ad un premio internazionale conseguito nel 1958, la sua opera di ritrattista venne riconosciuta a livello internazionale e venne chiamato a realizzare i ritratti di importanti personalità, tra cui il Presidente della Repubblica Giovanni Gronchi, Papa Giovanni XXIII e Papa Giovanni Paolo II.

Nel 1975, Cesselon si ritira a Velletri, ma continua la sua attività pittorica, sia pure con ritmi più ridotti. L'ultima parte della sua produzione artistica si compone soprattutto di grandi ritratti di santi e fondatori di ordini religiosi, commissionati da diverse congregazioni religiose e tuttora conservati in chiese, conventi e sedi degli ordini stessi. Tra questi si ricordano i ritratti di S. Francesco d'Assisi, S. Francesco di Paola, S. Massimiliano Kolbe, Don Alberione, Annibale di Francia.

Nella sua vita il pittore ha prodotto un numero considerevole di opere e bozzetti, in parte conservati dall'Archivio Cesselon, curato direttamente dagli eredi.

## Mostre, esposizioni ed eventi dedicati a Cesselon
Le opere dell'artista sono presenti in collezioni pubbliche e private in tutto il mondo, nelle le cineteche di Torino, Bologna, Milano, Bari, in Vaticano, al Comando Generale dei Carabinieri di Roma, nel Centro di documentazione di Parma, nell'Archivio Manifesti della Cineteca di Bologna, quello della Regione Puglia e in collezioni pubbliche e private. La sezione pittura religiosa è presente in numerose chiese e conventi di tutta Italia. Dedicata completamente ad Angelo Cesselon è una sala del Museo “Cinema a Pennello” del Centro del collezionismo di Montecosaro (MC).
- 1987  Angelo Cesselon, Galleria La Giara, Velletri (RM). Esposizione di bozzetti, brochure e cartoline.
- 1991  A. Cesselon – Mostra personale e tavola rotonda,  Palazzo delle Esposizioni - Roma. Esposizione di bozzetti, stampe e foto.
- 1995  Il Cinema Dipinto di “Promoimmagine Cinema” in c/o l'ANICA Palazzo delle Esposizioni - Roma. Bozzetti cinematografici; relativo catalogo della mostra
- 1996  Cinema Dipinto, Palazzo Pianciani,  Spoleto. Esposizione di bozzetti.
- 1998  Angelo Cesselon pittore di cinema, Galleria Scuola dei Calegheri, Venezia. Esposizione di alcuni bozzetti cinematografici; relativo catalogo della mostra.
- 1999  Angelo Cesselon, Galleria Porta Napoletana, Velletri (RM). Esposizione di bozzetti e stampe relative all'artista; catalogo della mostra.
- 1999  Cinque Artisti per Michelangelo Antonioni, S. Maria delle Croci, Ravenna. Bozzetti e stampe delle sue opere.
- 1999  Angelo Cesselon pittore di cinema, Palazzo Comunale - Rimini. Bozzetti e stampe relative ai suoi manifesti.
- 1999  Icone del cinema Galleria “Il Mascherino”, Roma. Mostra di suoi bozzetti, foto e cartoline.
- 2000  Victor Mature, Centro Rainalter,  Madonna di Campiglio (TN).
- 2001 Victor Mature, Centro S. Chiara, Trento. Esposizione di bozzetti,  stampe e foto con relativo catalogo della mostra.
- 2002/2003 Omaggio a Angelo Cesselon, Comune Cinto Caomaggiore (VE). Bozzetti, catalogo, stampe, foto,  oggetti e memorie sulla vita dell'artista.
- 2005 Quelli della mia età, omaggio a C. Spaak, Centro Del Collezionismo, Montecosaro (MC). Bozzetti, stampe e foto, con relativo catalogo.
- 2006  L'oro, il cinema, i gioielli, Angelo Cesselon , Museo Diocesano, Velletri (RM).  Bbozzetti dei suoi manifesti e relativo catalogo.
- 2006  Angelo Cesselon, Cinema dipinto,  mostra e musiche da film, Sala M. del Rosario Velletri (RM). Bozzetti delle sue opere.
- 2006  Angelo Cesselon, il manifesto cinematografico d'autore, Galleria Via Baccina e  galleria  “I tre scalini”, via Panisperna, Roma. Nell'ambito della rassegna Risonanze, Festival del film di Roma. Bozzetti, stampe e foto relative all'artista.
- 2007  Angelo Cesselon, il manifesto cinematografico d'autore, Cinefestival doc -  Castello di Vignola, Vignola  (Modena).
- 2009  Angelo Cesselon e Alessandra Cesselon,  Grand Hotel Ritz, Roma.
- 2010  Angelo Cesselon, il manifesto cinematografico d'autore , Biblioteca Vaccheria Nardi, Roma dal 27 ottobre all'11 novembre 2010.
- 2011 Angelo Cesselon, il manifesto cinematografico d'autore, Forte Sangallo - Nettuno,  Roma.
- 2012 CINEMACROMIE di Dario Ceccarelli, Opere pittoriche tratte da foto di scena d'epoca & Angelo Cesselon e il cinema per la strada  Bozzetti cinematografici originali. Un omaggio al Maestro Angelo Cesselon in occasione del ventennale della sua scomparsa (1992 - 2012).